# أسوار القرون الوسطى في المغرب
أسوار القرون الوسطى في المغرب هي تلك الأسوار التي يعود تاريخ تشييدها إلى العصور الوسطى، والتي تنتشر في مدن وبلدات المغرب. تعد المملكة المغربية من أقدم الملكيات التي لا تزال موجودة في العالم حتى الآن، وقد أقامت المملكة على مدى تاريخها الأسوار والتحصينات لمواجهة الدول المجاورة.
يعود تاريخ تشييد الأسوار في المملكة المغربية إلى عصر الملوك الأمازيغ في موريتانيا، وكان من بين أولى الأسوار التي بُنيت في العصور الوسطى تلك التي شُيدت في مدينة فاس في القرن التاسع الميلادي، وهي المدينة التي أصبحت عاصمة الإدريسيين بعد ذلك. كانت مدينة فاس هي أول مدينة إمبراطورية مغربية تُشيد فيها الأسوار لتحصينها قبل أن يتم إنشاء مدن ملكية أخرى تتضمن تراثًا معماريًا دفاعيًا مهمًا على يد السلالات المختلفة التي حكمت المغرب، .

## أسوار فاس
يعود تاريخ تأسيس مدينة فاس إلى القرن الثامن الميلادي عندما شيدها السلطان إدريس الأول على الضفة الشرقية لنهر وادي الجواهر. وفي الفترة ما بين عامي 808-809 أنشأ السلطان إدريس الثاني مدينة ثانية على الضفة الغربية لوادي الجواهر أطلق عليها اسم فاس العليا. كانت المدينتان اللتان يفصل بينهما الوادي، محصنتين بسياجين تتخلل كل منهما ستة بوابات. وفي عام 1069 استولى السلطان المرابطي يوسف بن تاشفين على المدينة ودمر الأسوار التي تفصل بين المدينتين المتجاورتين، وقام بتوحيد المدينتين تحت اسم مدينة فاس. لا يوجد أثر في الوقت الحالي يدل على الأسوار الفاصلة بين المدينتين.

نجحت مدينة فاس بفضل هذه التحصينات في مقاومة الفتح الموحد في القرن الثاني عشر، ولم يحتلها الموحدين إلا بعد حصار وبعد فيضان تسبب فيه إعاقة وادي الجواهر بقيادة السلطان عبد المؤمن، والذي قرر عند دخوله المدينة هدم قصبة بوجلود وهدم معظم أسوار المدينة، معلنًا:
لست بحاجة إلى أن تحميني الأسوار، فحصوني هي سيفي وعدلي.
بعد وفاة السلطان عبد المؤمن، قام خلفاؤه ببناء أسوار جديدة حول المدينة، ويمثل تخطيط الأسوار الموحدية أساس التخطيط الحالي لمدينة فاس.
استولى المرينيون على المدينة في القرن السادس عشر، ومن ثم قاموا ببناء مدينة جديدة سميت فاس الجديدة بالقرب من قصر ملكي جديد تم بناؤه أيضًا في ذلك الوقت، وهو القصر الذي لا يزال قائمًا حتى اليوم، والذي لا يزال يقيم فيه ملك المغرب الحالي، والذي أجرى عدة ترميمات للأسوار الموحدية على مدار فترة حكمه.
تمكّن السعديون في بداية القرن السادس عشر من احتلال مدينة فاس بصعوبة، وقاموا بدورهم ببناء تحصينات جديدة هي الحصون والأبراج الشمالية والجنوبية، وكان لهذه التحصينات دور في الدفاع عن المدينة من الهجمات الخارجية بقدر دورها في تشكيل أداة تهديد للسكان المحليين تحت حكم الدولة السعدية. فقد كان على السعديين توحيد كامل أراضي المغرب لمواجهة الدول المجاورة التي تطمع في بعض أراضيها.
وفي عهد العلويين، أضيفت عدة أسوار ومنشآت دفاعية جديدة إلى تحصينات مدينة فاس، حيث بنى السلطان رشيد الأول حصنًا جديدًا شمال مدينة فاس لاستيعاب الوحدات التي كان من المفترض أن تدافع عن المدينة، وكان من أهم هذه التحصينات قلعة قصبة الشراردة، والتي كانت قلعة محمية بسور محصن من الأبراج وممر. كما قام العلويون بعد ذلك بربط العديد من التحصينات ببعضها البعض لتسهيل الدفاع عن المدينة.

## أسوار تارودانت
لا تزال المعلومات التي تصلنا عن هذه المدينة المنسية قليلة للغاية بسبب ماضيها كمدينة متمردة في مواجهة مستمرة مع السلالات المختلفة التي حكمت المغرب. وفي القرن الحادي عشر في عهد السلطان يوسف بن تاشفين المرابطي أصبحت المدينة قاعدة عسكرية محصنة الأسوار التي بنيت وتطورت بعد ذلك على مدار الحقب الزمنية المختلفة التي ميزت تاريخ المدينة.